# Oliver Petrak
Oliver Petrak (Zagabria, 6 febbraio 1991) è un calciatore croato, centrocampista dell'Hrvatski Dragovoljac.

## Carriera

### Club
Il 2 febbraio 2018 viene acquistato a titolo definitivo dalla squadra polacca del Korona Kielce.